# Coingt
Coingt ist eine französische Gemeinde mit 63 Einwohnern (Stand 1. Januar 2022) im Département Aisne in der Region Hauts-de-France (vor 2016 Picardie). Sie gehört zum Arrondissement Vervins, zum Kanton Hirson und zum Gemeindeverband Trois Rivières.

## Geographie
Die Gemeinde Coingt liegt im Osten der Thiérache in einem Seitental der Brune, 17 Kilometer südlich von Hirson und 19 Kilometer ostsüdöstlich von Vervins. Nachbargemeinden von Coingt sind Besmont im Norden, Iviers im Osten, Cuiry-lès-Iviers im Südosten, Saint-Clément im Süden, Dagny-Lambercy im Südwesten sowie Jeantes im Westen und Nordwesten.

## Bevölkerungsentwicklung
| Jahr      | 1962 | 1968 | 1975 | 1982 | 1990 | 1999 | 2010 | 2021 |
| Einwohner | 151  | 144  | 121  | 121  | 113  | 73   | 77   | 83   |

## Sehenswürdigkeiten

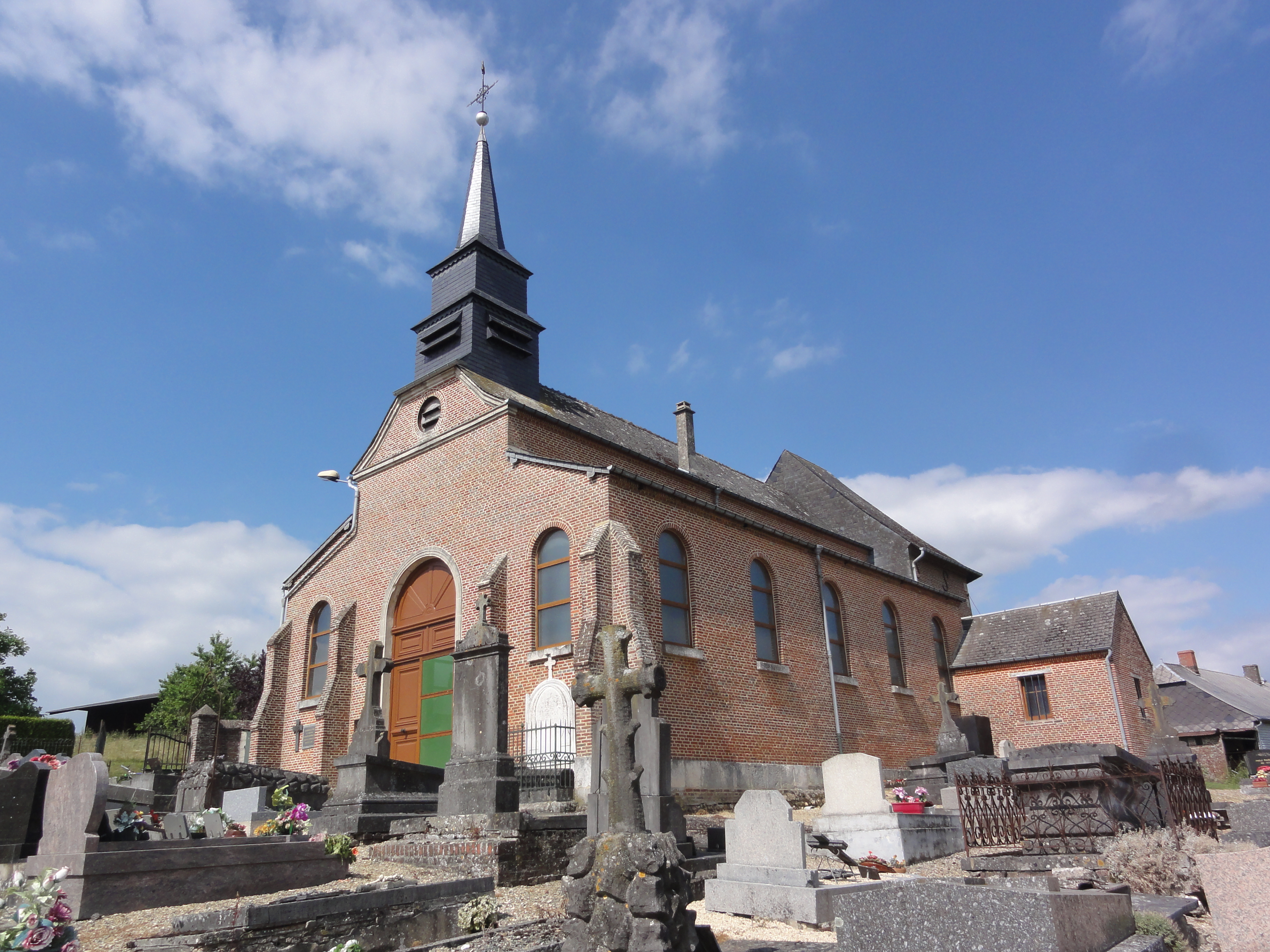
Kirche Sainte-Barbe
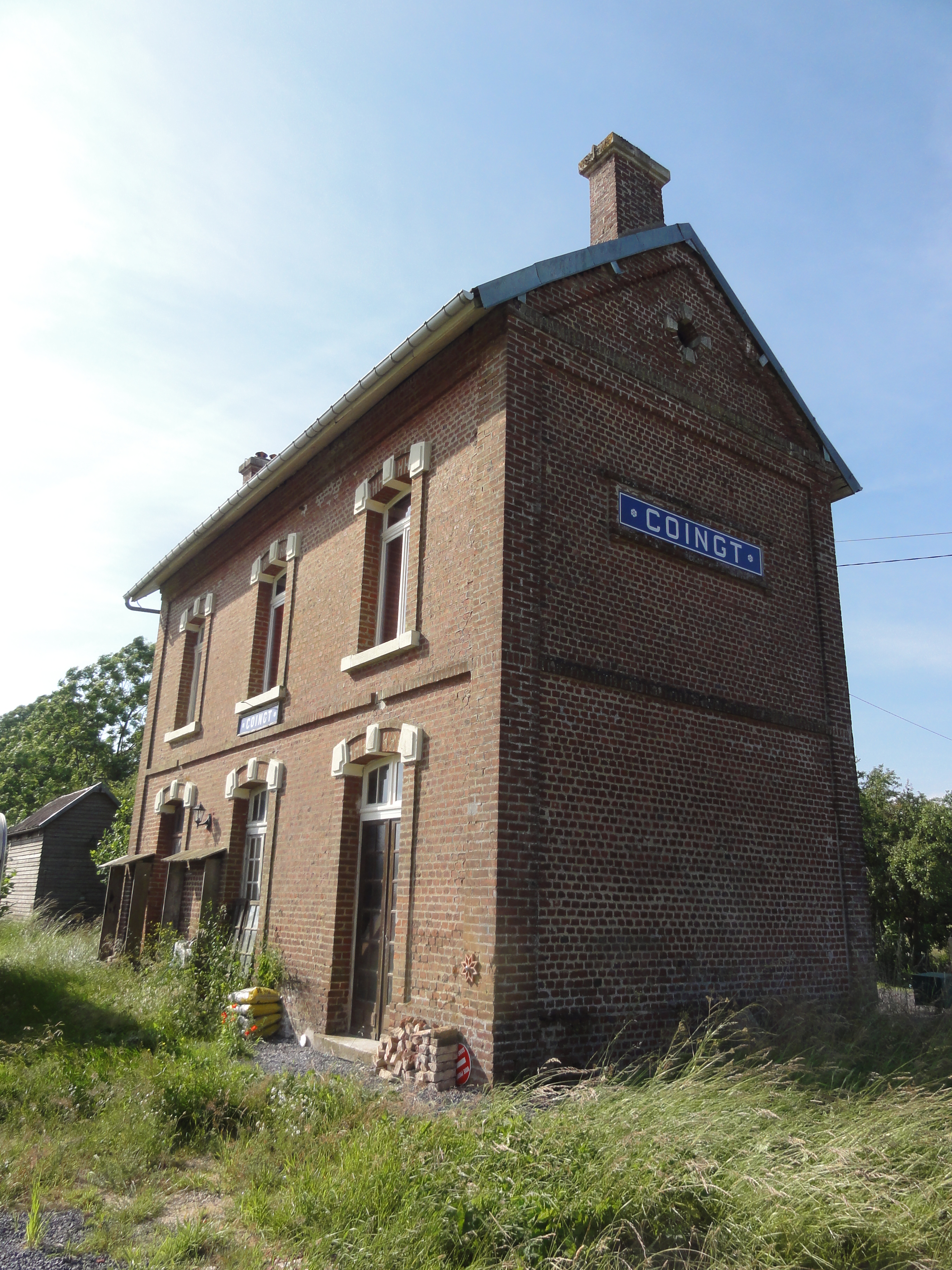
Altes Bahnhofsgebäude

- Kirche Sainte-Barbe
- Alter Bahnhof